# Hirase Sakugorō
Hirase Sakugorō (平瀬作五郎, 12 février 1856 – 4 janvier 1925) est un botaniste et peintre japonais. Né dans une famille de samouraï à Fukui, Hirase découvre les spermatozoïdes du ginkgo en janvier 1894, avant que Seiichiro Ikeno ne découvre les spermatozoïdes des cycades.

## Ouvrages
Sélection concernant le ginkgo biloba :
- 1894a. Période de fécondation du ginkgo biloba. (en japonais) Bot. Mag., Tokyo 8: 7-9.
- 1894b. Notes on the attraction-spheres in the pollen-cells of Ginkgo biloba. (en japonais) Bot. Mag., Tokyo 8: 359-60; 361 -364.
- 1895a. Études sur le Ginkgo biloba (note préliminaire). Bot. Mag.,Tokyo 9: 239-240.
- 1895b. Études sur la fécondation et l´embryogénie du Ginkge biloba (1). J. Coll Sci. imp. Univ. Tokyo 8: 307-3 22.
- 1896a. Spermatozoid of Ginkgo biloba. (en japonais) Bot. Mag., Tokyo 10:171.
- 1896b. On the spermatozoid of Ginkgo. (en japonais) . Bot. Mag., Tokyo 10: 325-328.
- 1897. Untersuchungen über das Verhalten des Pollens von Ginkgo biloba. Bot. Zbl. 49: 33-35.
- 1898. Études sur la fécondation et l´embryogénie du Ginkgo biloba (second mémoire). J. Coll. Sei. imp. Univ. Tokyo 12: 103-149.